# باشگاه فوتبال ویک
باشگاه فوتبال ویک (به انگلیسی: Wick Football Club) یک باشگاه فوتبال در شهر ویک، ساسکس غربی، کشور انگلستان است که در سال ۱۸۹۲ میلادی تأسیس شده‌است.